# 政岡壹實
政岡 壹實（新字体：壱実。まさおか かつたね、1896年（明治29年）1月19日 - 1973年（昭和48年）7月9日）は、日本の武道家。段位は全日本剣道連盟居合道範士九段、剣道範士七段。居合の流派は無双直伝英信流。

## 生涯

### 少年期
高知県吾川郡小川村（現・いの町小川柳野）で生まれる。高知県立第一中学校に入学し、吾川郡の中学生用の寄宿舎で生活しながら、剣道を川崎善三郎に学ぶ。寄宿舎の先輩で高知県立第二中学校5年生の森繁樹から、第二中学校で大江正路という剣道教師が希望者に居合（無双直伝英信流）を教えていると聞いた政岡は、居合を習ってみたいと思うようになる。その翌年、第二中学校は第一中学校に合併され、大江は第一中学校に赴任した。政岡はおそるおそる大江に申し出たところ、大江は喜びながら「やってみよ」と刀を貸した。それから4年間、剣道の稽古が終わってから毎日居合の稽古に励んだ。

### 武道専門学校
21歳のとき、京都の大日本武徳会武道専門学校に入学し、内藤高治、小川金之助らに剣道を学ぶ。1921年（大正10年）に卒業し、同校研究科に進学。薙刀を美田村顕教及び美田村千代に、弓道を市川博に学ぶ。また、文部省から教員免許状を取得する。研究科在学中に石川県立金沢第三中学校校長続有節に招かれ、退学して、1923年（大正12年）に金沢第三中学校へ剣道教師として赴任する。

### 戦後居合道界
終戦後の1950年（昭和25年）、高知に帰郷し、農業のかたわら小川村議会議長を1期4年間務める。議員の任期を終えると高知市内に移住し、1955年（昭和30年）に私立土佐高等学校の国語講師となる。同年、全日本居合道連盟第1回京都大会に参加。
1956年（昭和31年）、全日本剣道連盟居合道部発足に伴い、理事に就任する。1964年（昭和39年）、東京オリンピックの体操競技にヒントを得て、居合道の演武試合形式を考案する。この頃、全日本剣道連盟は居合道の統一された形を作る方針を打ち出したが、政岡は、流派の特色を消滅させた剣道形の轍を踏むなと主張し、初心者なら大森流をやれば充分であるとして頑強に反対した。しかし、統一形の必要性を主張する剣道連盟内の流れに抗しきれず、制定委員長を務めた。1969年（昭和44年）、全日本剣道連盟居合を制定する。
1968年（昭和43年）、石川県金沢市に移住。1973年（昭和48年）、少年剣道の稽古をつけた後に心不全で倒れ、死去した。享年77。

## 段位称号
- 1921年（大正10年）、大日本武徳会剣道四段、剣道精錬証、居合術精錬証
- 1924年（大正13年）、大江正路より無双直伝英信流免許皆伝
- 1927年（昭和2年）、大日本武徳会居合術教士
- 1936年（昭和11年）、大日本武徳会剣道教士
- 1940年（昭和15年）、大日本武徳会剣道六段
- 1956年（昭和31年）、全日本剣道連盟剣道七段、居合道範士八段（のち九段）

## 受賞
- 1965年（昭和40年）、高知県体育協会功労賞
- 1971年（昭和46年）、北國スポーツ賞